# Fußball-Oberliga 2023/24
Die Fußball-Oberliga 2023/24 war die 16. Saison der Oberliga als fünfthöchste Spielklasse im Fußball in Deutschland.

## Oberligen
| Oberliga                                                 | Mannschaften       | Meister                                                 |
| -------------------------------------------------------- | ------------------ | ------------------------------------------------------- |
| Oberliga Baden-Württemberg 2023/24                       | 18                 | FC 08 Villingen                                         |
| Bayernliga 2023/24 in zwei Staffeln (Nord und Süd)       | 19 (Nord) 18 (Süd) | SpVgg Hankofen-Hailing (Nord) SV Erlbach (Süd)          |
| Bremen-Liga 2023/24                                      | 16                 | Werder Bremen II                                        |
| Oberliga Hamburg 2023/24                                 | 18                 | Altona 93                                               |
| Hessenliga 2023/24                                       | 18                 | FC Gießen                                               |
| Mittelrheinliga 2023/24                                  | 16                 | SV Eintracht Hohkeppel                                  |
| Oberliga Niederrhein 2023/24                             | 18                 | Sportfreunde Baumberg                                   |
| Oberliga Niedersachsen 2023/24                           | 18                 | Kickers Emden                                           |
| Oberliga Nordost 2023/24 in zwei Staffeln (Nord und Süd) | 16 (Nord) 16 (Süd) | Hertha 03 Zehlendorf (Nord) Bischofswerdaer FV 08 (Süd) |
| Oberliga Rheinland-Pfalz/Saar 2023/24                    | 20                 | SV Eintracht Trier                                      |
| Oberliga Schleswig-Holstein 2023/24                      | 16                 | SV Todesfelde                                           |
| Oberliga Westfalen 2023/24                               | 18                 | Sportfreunde Lotte                                      |

## Aufstieg und Relegation zur Regionalliga

### Regionalliga Bayern

#### Direkter Aufstieg
Folgende Mannschaften qualifizierten sich direkt für die Regionalliga Bayern 2024/25:
- Meister bzw. beste aufstiegsberechtigte Mannschaften der Bayernligen 2023/24
  -  SpVgg Hankofen-Hailing (Nord)
  -  TSV Schwaben Augsburg (Süd)

#### Relegation
In der Relegation wurden im K.-o.-System je nach Abstieg aus und Aufstieg in die 3. Liga weitere Regionalliga-Teilnehmer ermittelt. Da die Würzburger Kickers in den Aufstiegsspielen scheiterten, blieb es letztendlich bei zwei Starterplätzen. Bei einem Aufstieg der Kickers wären zur neuen Saison drei Starterplätze für die Regionalliga frei geworden. Beide Szenarien waren möglich, da kein bayerischer Verein aus der 3. Liga abstieg. Beeinflusst wurde die Relegation dadurch, dass kein Verein aus der Bayernliga-Staffel Süd an der Relegation teilnahm. Diese spielten dementsprechend drei Mannschaften (der 15. und der 16. der Regionalliga sowie der Vizemeister der Bayernliga-Staffel Nord) aus. Alle sieben möglichen Relegationsteilnehmer sprachen sich bereits im Vorfeld dafür aus, im Modus „Jeder gegen jeden“ zu spielen, was dazu führte, dass jeder der drei Teilnehmer einmal zuhause und einmal auswärts spielte sowie einmal spielfrei hatte.
Folgende Mannschaften qualifizierten sich für die Relegation:
- Tabellen-15. und -16. der Regionalliga Bayern 2023/24
  -  FC Eintracht Bamberg
  -  TSV Buchbach
- Vizemeister der Bayernliga Nord 2023/24
  -  VfB Eichstätt

In der Relegation wurden zwei weitere Regionalliga-Teilnehmer ermittelt. Das im Anschluss an jede Partie ausgetragene Elfmeterschießen ergibt einen Zusatzpunkt für die dort siegreiche Mannschaft.
| Datum                   |                      | Ergebnis              | !Austragungsort                                         |
| ----------------------- | -------------------- | --------------------- | ------------------------------------------------------- |
| 21. Mai 2024, 18:30 Uhr | VfB Eichstätt        | 0:0 (4:5 i. E.)       | FC Eintracht Bamberg \|\| Liqui-Moly-Stadion, Eichstätt |
| 24. Mai 2024, 18:30 Uhr | TSV Buchbach         | 1:1 (1:0) (4:2 i. E.) | VfB Eichstätt \|\| SMR-Arena, Buchbach                  |
| 28. Mai 2024, 18:30 Uhr | FC Eintracht Bamberg | 0:0 (5:4 i. E.)       | TSV Buchbach \|\| Fuchs-Park-Stadion, Bamberg           |

| Pl. | Mannschaft           | Sp. | S | U | N | Tore    | Diff. | Punkte |
| --- | -------------------- | --- | - | - | - | ------- | ----- | ------ |
| 1.  | FC Eintracht Bamberg | 2   | 0 | 2 | 0 | 000:000 | ±0    | 04     |
| 2.  | TSV Buchbach         | 2   | 0 | 2 | 0 | 001:100 | ±0    | 03     |
| 3.  | VfB Eichstätt        | 2   | 0 | 2 | 0 | 001:100 | ±0    | 02     |

### Regionalliga Nord

#### Direkter Aufstieg
Folgende Mannschaft qualifizierte sich direkt für die Regionalliga Nord 2024/25:
- Meister der Oberliga Niedersachsen 2023/24
  -  Kickers Emden

#### Aufstiegsrunde
Folgende Mannschaften qualifizierten sich für die Aufstiegsrunde:
- Meister der Bremen-Liga 2023/24
  -  Werder Bremen II
- Meister der Oberliga Hamburg 2023/24
  -  Altona 93
- Meister der Oberliga Schleswig-Holstein 2023/24
  -  SV Todesfelde

In der Aufstiegsrunde wurden in einem Rundenturnier zwei weitere Regionalliga-Teilnehmer ermittelt.
Bei Punktgleichheit entschieden über die Tabellenplatzierung:
1. die Tordifferenz,
2. die Anzahl der erzielten Tore,
3. die im Anschluss an die Spiele ausgetragenen Elfmeterschießen.
| Datum                   |                  | Ergebnis  | !Austragungsort                                |
| ----------------------- | ---------------- | --------- | ---------------------------------------------- |
| 26. Mai 2024, 14:00 Uhr | Werder Bremen II | 1:0 (1:0) | Altona 93 \|Weserstadion Platz 11, Bremen      |
| 29. Mai 2024, 19:30 Uhr | Altona 93        | 3:5 (3:2) | SV Todesfelde \|Adolf-Jäger-Kampfbahn, Hamburg |
| 2. Juni 2024, 15:00 Uhr | SV Todesfelde    | 0:3 (0:1) | Werder Bremen II \|Joda Sportpark, Todesfelde  |

| Pl. | Mannschaft       | Sp. | S | U | N | Tore    | Diff. | Punkte |
| --- | ---------------- | --- | - | - | - | ------- | ----- | ------ |
| 1.  | Werder Bremen II | 2   | 2 | 0 | 0 | 004:000 | +4    | 06     |
| 2.  | SV Todesfelde    | 2   | 1 | 0 | 1 | 005:600 | −1    | 03     |
| 3.  | Altona 93        | 2   | 0 | 0 | 2 | 003:600 | −3    | 0      |

#### Relegation
Folgende Mannschaften qualifizierten sich für die Relegation:
- Tabellen-15. der Regionalliga Nord 2023/24
  -  SC Weiche Flensburg 08
- Vizemeister der Oberliga Niedersachsen 2023/24
  -  TuS Bersenbrück

In der Relegation wurde in einem Hin- und Rückspiel ein weiterer Regionalliga-Teilnehmer ermittelt.
| Datum                   |                        | Ergebnis  | !Austragungsort                                       |
| ----------------------- | ---------------------- | --------- | ----------------------------------------------------- |
| 5. Juni 2024, 19:00 Uhr | TuS Bersenbrück        | 2:2 (2:0) | SC Weiche Flensburg 08 \|\|Hasestadion, Bersenbrück   |
| 9. Juni 2024, 15:00 Uhr | SC Weiche Flensburg 08 | 2:1 (1:1) | TuS Bersenbrück \|\|Manfred-Werner-Stadion, Flensburg |

### Regionalliga Nordost
Folgende Mannschaften qualifizierten sich direkt für die Regionalliga Nordost 2024/25:
- Meister bzw. beste aufstiegsberechtigte Mannschaft (Meister der Südstaffel Bischofswerdaer FV 08 entschied sich gegen einen Aufstieg)[2] der Oberligen Nordost 2023/24
  -  Hertha 03 Zehlendorf (Nord)
  -  VFC Plauen (Süd)

### Regionalliga Südwest

#### Direkter Aufstieg
Folgende Mannschaften qualifizierten sich direkt für die Regionalliga Südwest 2024/25:
- Meister der Oberliga Baden-Württemberg 2023/24
  -  FC 08 Villingen
- Meister der Hessenliga 2023/24
  -  FC Gießen
- Meister der Oberliga Rheinland-Pfalz/Saar 2023/24
  -  SV Eintracht Trier

#### Aufstiegsrunde
Folgende Mannschaften qualifizierten sich für die Aufstiegsrunde:
- Vizemeister der Oberliga Baden-Württemberg 2023/24
  -  1. Göppinger SV
- Vizemeister der Hessenliga 2023/24
  -  Türk Gücü Friedberg
- Vizemeister der Oberliga Rheinland-Pfalz/Saar 2023/24
  -  SV Gonsenheim

In der Aufstiegsrunde wurde in einem Rundenturnier ein weiterer Regionalliga-Teilnehmer ermittelt. Das erste Spiel trugen die Tabellenzweiten der Oberliga Rheinland-Pfalz/Saar und der Hessenliga aus. Durch den Sieg des SV Gonsenheim traf am 8. Juni der Göppinger SV auf Türk Gücü Friedberg und am 11. Juni der SV Gonsenheim auf den Göppinger SV. Diese Ansetzung wäre auch im Falle eines Remis im ersten Spiel angewendet worden. Hätte Friedberg das Spiel gegen Gonsenheim gewonnen, wäre Gonsenheim am 8. Juni auf Göppingen getroffen und am 11. Juni Göppingen auf Friedberg.
Bei Punktgleichheit entschieden über die Tabellenplatzierung:
1. die Tordifferenz,
2. die Anzahl der erzielten Tore,
3. das Los.
| Datum                    |                     | Ergebnis  | !Austragungsort                                               |
| ------------------------ | ------------------- | --------- | ------------------------------------------------------------- |
| 5. Juni 2024, 19:00 Uhr  | Türk Gücü Friedberg | 1:2 (0:1) | SV Gonsenheim \|\|Burgfeldstadion, Friedberg                  |
| 8. Juni 2024, 14:00 Uhr  | 1. Göppinger SV     | 2:0 (0:0) | Türk Gücü Friedberg \|\|Stadion Hohenstaufenstraße, Göppingen |
| 11. Juni 2024, 19:00 Uhr | SV Gonsenheim       | 2:4 (0:2) | 1. Göppinger SV \|\|Waldsportanlage Gonsenheim, Gonsenheim    |

| Pl. | Mannschaft          | Sp. | S | U | N | Tore    | Diff. | Punkte |
| --- | ------------------- | --- | - | - | - | ------- | ----- | ------ |
| 1.  | 1. Göppinger SV     | 2   | 2 | 0 | 0 | 006:200 | +4    | 06     |
| 2.  | SV Gonsenheim       | 2   | 1 | 0 | 1 | 004:500 | −1    | 03     |
| 3.  | Türk Gücü Friedberg | 2   | 0 | 0 | 2 | 001:400 | −3    | 0      |

### Regionalliga West
Folgende Mannschaften qualifizierten sich direkt für die Regionalliga West 2024/25:
- Meister der Mittelrheinliga 2023/24
  -  SV Eintracht Hohkeppel[4]
- Beste aufstiegsberechtigte Mannschaft (Meister SF Baumberg stellte keinen Lizenzantrag)[5] der Oberliga Niederrhein 2023/24
  -  KFC Uerdingen 05[6][7]
- Meister und Vizemeister der Oberliga Westfalen 2023/24
  -  Sportfreunde Lotte[8]
  -  Türkspor Dortmund[9]